# 산본양문교회
산본양문교회는 경기도 군포시 경기도 군포시 송부로 264 그리고 경기도 군포시 광정로 25-4에 있는 대한예수교장로회(합동) 교단으로 남경기노회 소속의 교회이다. 1993년 7월 11일에 현재 담임 정영교 목사에 의해 설립되었다. 지역 복음화와 취약계층 그리고 청소년문화와 노인복지에 봉사하는 교회이다.

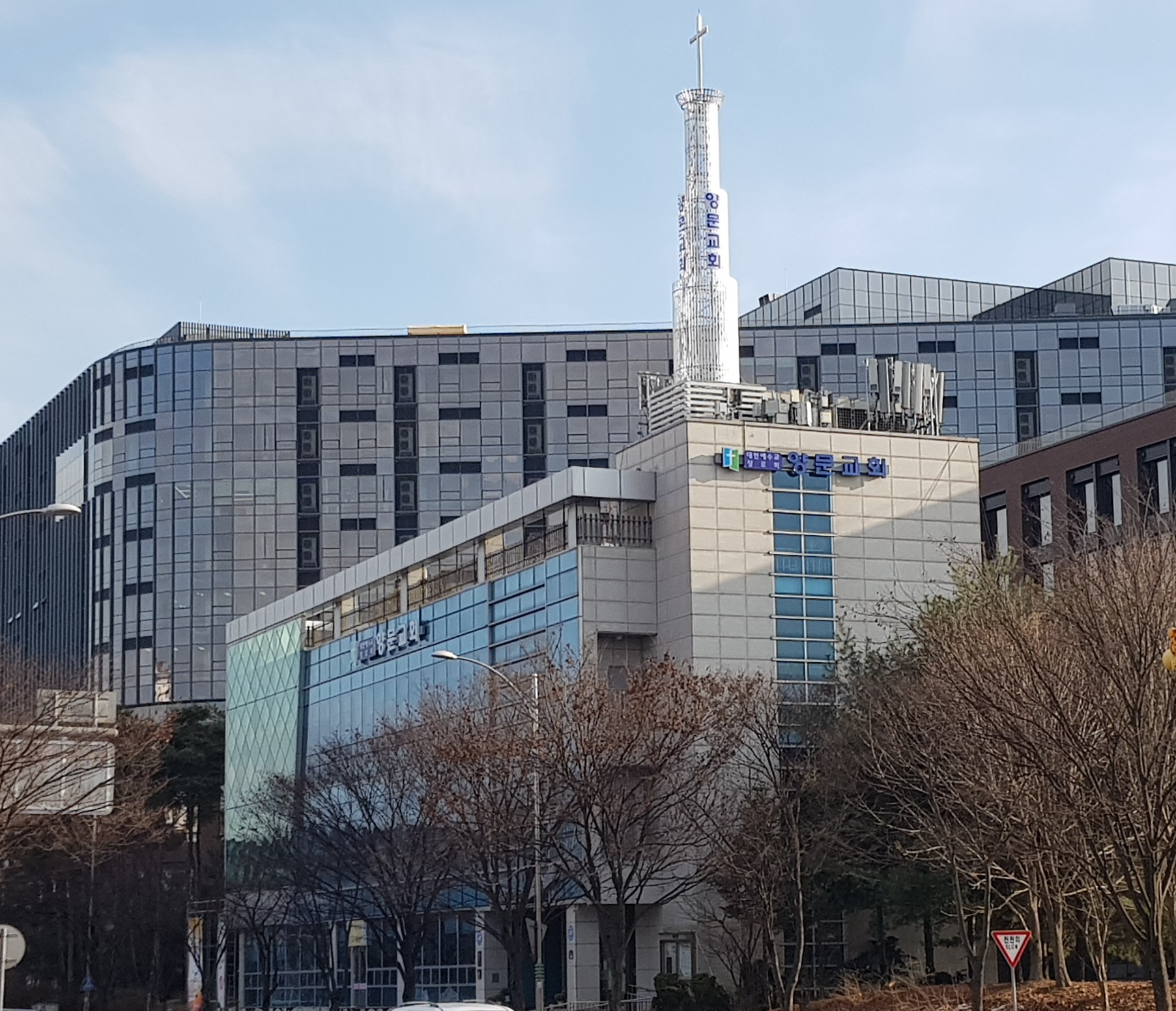
산본양문교회

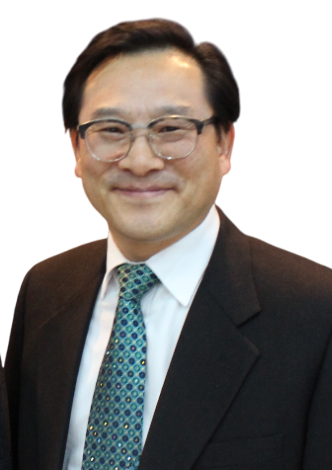
산본양문교회 정영교 목사

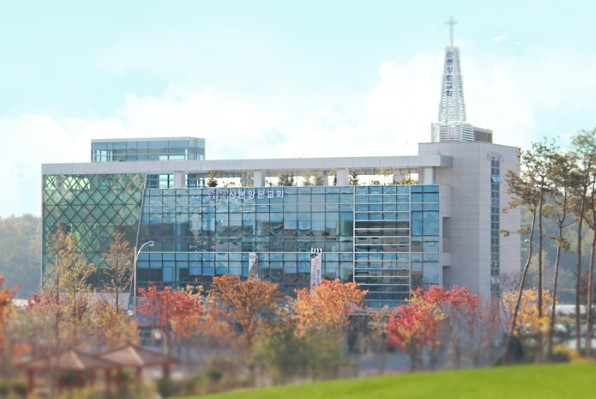
산본양문교회

## 연혁
- 1993년 7월 설립
- 2023년 설립 30주년

## 정영교 목사
정영교 담임 목사는 총신대학교 신학대학원 (목회학 석사), 미국 웨스트민스터 신학교 (상담학 박사)을 졸업하고, “예수님의 제자가 되고, 제자를 삼고, 세상을 변화시키는 교회가 되자”는 비전으로 산본양문교회를 목양하고 있다. 방송사역으로 극동방송국 소망의 기도 / CTS 기독교 TV와 아세아 연합신학대학원 교수 그리고 캐나다 총신대학원 대학원장으로 있다.

## 교회관

### 1. 구원관
그리스도인이 되었음을 확실히 안다.
구원의 상징들(세례, 성찬식)

### 2. 교회의 진술
목적진술: 왜 우리가 존재하는가?
비전진술: 무엇을 하려고 하는가?
믿음진술: 우리는 무엇을 믿는가?
가치진술: 우리는 무엇을 실행하는가?

### 3. 교회의 전략
산본양문 교회의 역사 개요
누구에게 주로 전도하려고 하는가(우리의 대상)
교인이 성장하도록 돕는 평생 개발 발전 단계
산본양문교회 사명 선언문, 핵심가치 비전선언문(전략)

### 4. 교회의 구조
본 교회의 성장을 위하여 어떻게 조직되어 있는가?
본 교회가 관계하고 있는 기관들
교인이 되는 것은 무엇을 의미하는가?
교인이 된 후에 할 일들이 무엇인가?

## 같이 보기
- 대한예수교장로회(합동)